# بنگبو
بنگبو (به لاتین: Bengbu) یک شهر مرکزی در جمهوری خلق چین است که در آن‌هوئی واقع شده است.

## خصوصیات
بنگبو ۵٬۹۵۲٫۱۴ کیلومترمربع مساحت و ۳٬۱۶۴٬۴۶۷ نفر جمعیت دارد.

## خواهرخوانده
شهرهای برگامو و استان برگامو خواهرخوانده‌های بنگبو هستند.